# Netelia major
Netelia major är en stekelart som beskrevs av Konishi 1991. Netelia major ingår i släktet Netelia och familjen brokparasitsteklar. Inga underarter finns listade i Catalogue of Life.